# Brasilotyphlus
Brasilotyphlus là một chi động vật lưỡng cư trong họ Caeciliidae, thuộc bộ Gymnophiona. Chi này được xem là đơn loài Brasilotyphlus braziliensis và không bị đe dọa tuyệt chủng. Tuy nhiên, gần đây, chúng được bổ sung thêm loài Brasilotyphlus guarantanus.

## Danh sách loài
- Brasilotyphlus braziliensis (Dunn, 1945)
- Brasilotyphlus guarantanus Maciel, Mott & Hoogmoed, 2009